# Gian Lodovico II Pallavicino

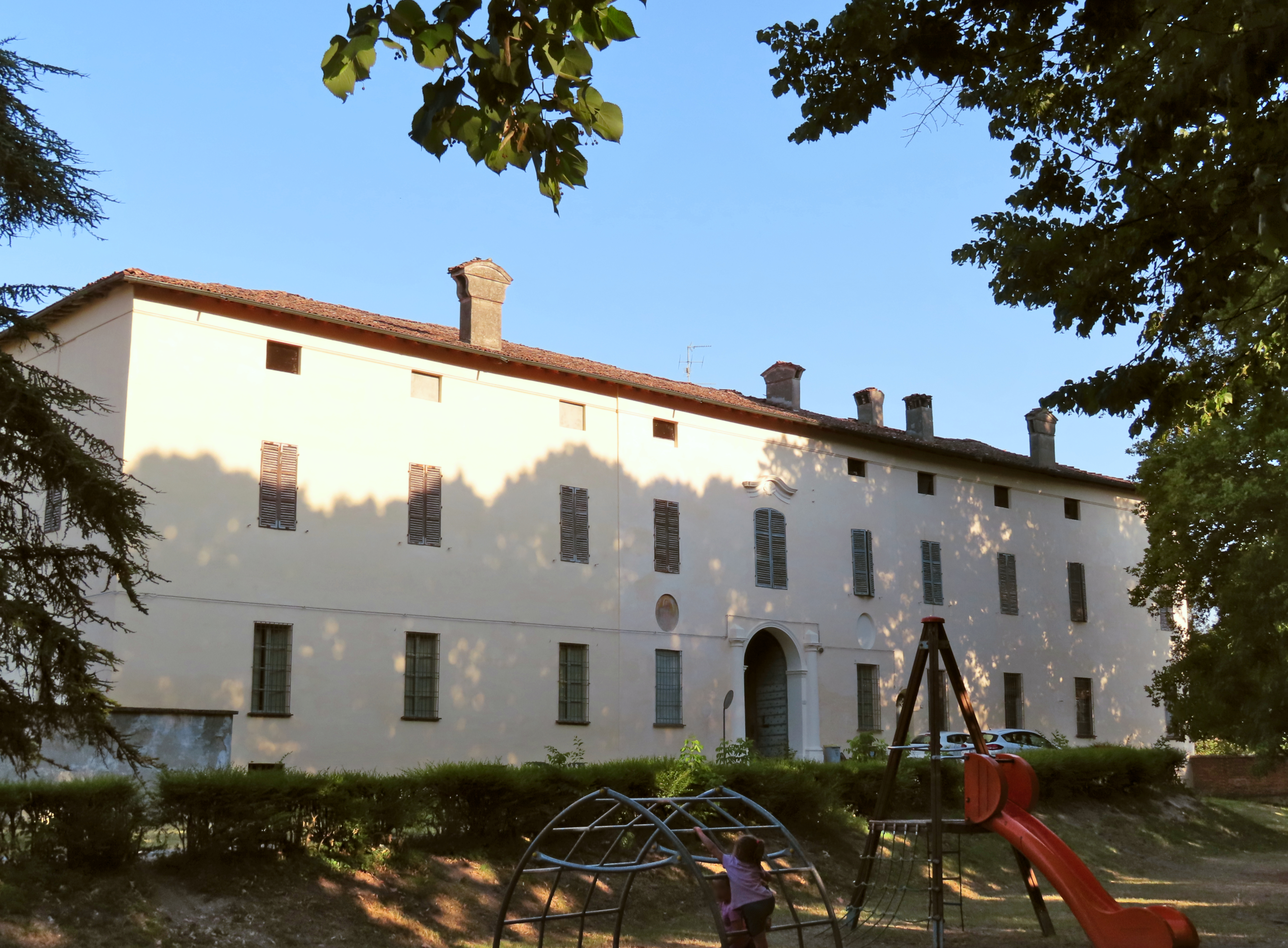
Palazzo Pallavicino di Cortemaggiore

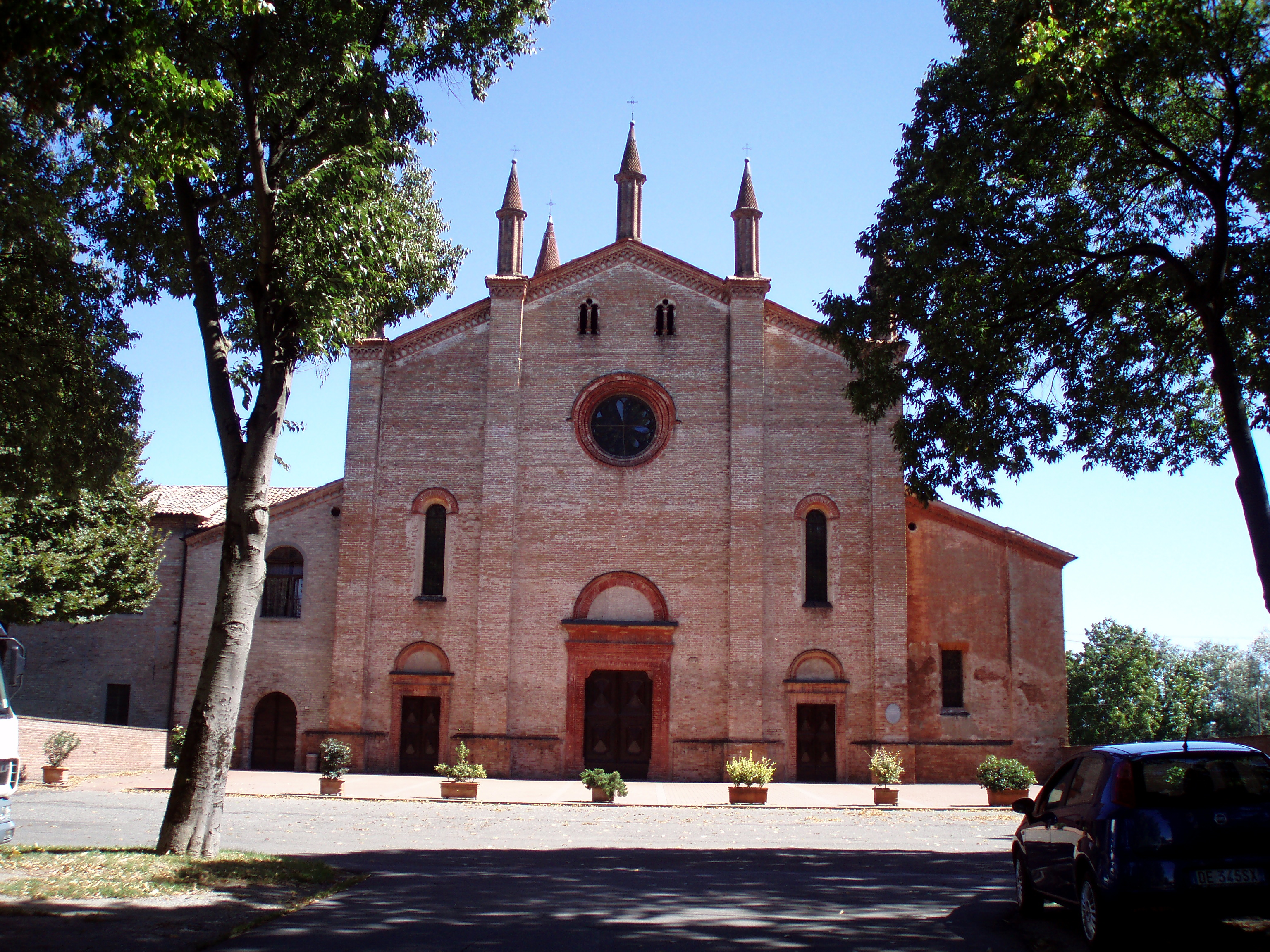
Cortemaggiore, Chiesa dell'Annunziata

Gian Lodovico II Pallavicino (Cortemaggiore, ... – Cortemaggiore, 23 settembre 1527) è stato un nobile italiano, terzo marchese di Cortemaggiore.

## Biografia
Era figlio di Rolando II Pallavicino, secondo marchese di Cortemaggiore, al quale succedette nel marchesato.
Fu al servizio del re di Francia Luigi XII, seguendolo in Francia dopo essere stato sconfitto in Italia. Ritornò in patria nel 1513 e, dopo aver partecipato alla battaglia di Novara, sconfitto, si ritirò nelle sue terre. Sempre fedele alla Francia, ricevette a Cortemaggiore nel 1515 la visita del nuovo re Francesco I. Dopo la battaglia di Pavia del 1525, nella quale Francesco I fu catturato, Gianludovico rientrò a Cortemaggiore.
Qui morì nel 1527 e venne sepolto nella chiesa dell'Annunziata, annessa al convento dei frati francescani.

## Discendenza
Gianlodovico sposò Lodovica Pallavicino di Zibello, da cui ebbe una figlia, Virginia (?-1558), che sposò prima Ranuccio Farnese (1509-1529) e quindi Brunoro Gambara.

## Omaggi poetici e letterari
Il poeta Matteo Bandello ha dedicato a Gian Lodovico II Pallavicino la Novella XI della Terza parte (1554).

## Ascendenza
|                                                             |                                        |                                                   | Genitori                                              |  |  | Nonni |  |  | Bisnonni                                     |  |  | Trisnonni           |  |
|                                                             |                                        |                                                   |                                                       |  |  |       |  |  | Rolando I Pallavicino, I marchese di Busseto |  |  | Niccolò Pallavicino |  |
|                                                             |                                        |                                                   |                                                       |  |  |       |  |  | Rolando I Pallavicino, I marchese di Busseto |  |  | Niccolò Pallavicino |  |
|                                                             |                                        | …                                                 |                                                       |  |  |       |  |  | Rolando I Pallavicino, I marchese di Busseto |  |  |                     |  |
| Gian Lodovico I Pallavicino, I marchese di Cortemaggiore    |                                        |                                                   |                                                       |  |  |       |  |  | Rolando I Pallavicino, I marchese di Busseto |  |  |                     |  |
|                                                             |                                        | Caterina Scotti                                   | Giovanni Scotti, conte di Vigoleno                    |  |  |       |  |  |                                              |  |  |                     |  |
|                                                             |                                        | Caterina Scotti                                   | Giovanni Scotti, conte di Vigoleno                    |  |  |       |  |  |                                              |  |  |                     |  |
|                                                             |                                        | Caterina Scotti                                   | …                                                     |  |  |       |  |  |                                              |  |  |                     |  |
| Rolando II Pallavicino, II marchese di Cortemaggiore        |                                        | Caterina Scotti                                   |                                                       |  |  |       |  |  |                                              |  |  |                     |  |
|                                                             |                                        | Cristoforo I Torelli, II conte di Montechiarugolo | Guido Torelli, I conte di Guastalla e Montechiarugolo |  |  |       |  |  |                                              |  |  |                     |  |
|                                                             |                                        | Cristoforo I Torelli, II conte di Montechiarugolo | Guido Torelli, I conte di Guastalla e Montechiarugolo |  |  |       |  |  |                                              |  |  |                     |  |
|                                                             |                                        | Cristoforo I Torelli, II conte di Montechiarugolo | Orsina Visconti                                       |  |  |       |  |  |                                              |  |  |                     |  |
| Anastasia Torelli                                           |                                        | Cristoforo I Torelli, II conte di Montechiarugolo |                                                       |  |  |       |  |  |                                              |  |  |                     |  |
|                                                             |                                        | Taddea Pio                                        | Marco I Pio, V signore di Carpi                       |  |  |       |  |  |                                              |  |  |                     |  |
|                                                             |                                        | Taddea Pio                                        | Marco I Pio, V signore di Carpi                       |  |  |       |  |  |                                              |  |  |                     |  |
|                                                             |                                        | Taddea Pio                                        | Taddea de' Roberti                                    |  |  |       |  |  |                                              |  |  |                     |  |
| Gian Lodovico II Pallavicino, III marchese di Cortemaggiore |                                        | Taddea Pio                                        |                                                       |  |  |       |  |  |                                              |  |  |                     |  |
|                                                             | Manfredo Landi, I conte di Val di Taro | Galvano Landi                                     |                                                       |  |  |       |  |  |                                              |  |  |                     |  |
|                                                             | Manfredo Landi, I conte di Val di Taro | Galvano Landi                                     |                                                       |  |  |       |  |  |                                              |  |  |                     |  |
|                                                             | Manfredo Landi, I conte di Val di Taro | Margherita Malaspina                              |                                                       |  |  |       |  |  |                                              |  |  |                     |  |
| Manfredo Landi, II conte di Val di Taro                     | Manfredo Landi, I conte di Val di Taro |                                                   |                                                       |  |  |       |  |  |                                              |  |  |                     |  |
|                                                             |                                        | Elisabetta Landi                                  | …                                                     |  |  |       |  |  |                                              |  |  |                     |  |
|                                                             |                                        | Elisabetta Landi                                  | …                                                     |  |  |       |  |  |                                              |  |  |                     |  |
|                                                             |                                        | Elisabetta Landi                                  | …                                                     |  |  |       |  |  |                                              |  |  |                     |  |
| Laura Caterina Landi                                        |                                        | Elisabetta Landi                                  |                                                       |  |  |       |  |  |                                              |  |  |                     |  |
|                                                             |                                        | Bartolomeo Anguissola                             | Giovanni Anguissola                                   |  |  |       |  |  |                                              |  |  |                     |  |
|                                                             |                                        | Bartolomeo Anguissola                             | Giovanni Anguissola                                   |  |  |       |  |  |                                              |  |  |                     |  |
|                                                             |                                        | Bartolomeo Anguissola                             | Beatrice Visconti                                     |  |  |       |  |  |                                              |  |  |                     |  |
| Margherita Anguissola                                       |                                        | Bartolomeo Anguissola                             |                                                       |  |  |       |  |  |                                              |  |  |                     |  |
|                                                             |                                        | Simona Malaspina                                  | Giovanni Malaspina                                    |  |  |       |  |  |                                              |  |  |                     |  |
|                                                             |                                        | Simona Malaspina                                  | Giovanni Malaspina                                    |  |  |       |  |  |                                              |  |  |                     |  |
|                                                             |                                        | Simona Malaspina                                  | …                                                     |  |  |       |  |  |                                              |  |  |                     |  |
|                                                             |                                        | Simona Malaspina                                  |                                                       |  |  |       |  |  |                                              |  |  |                     |  |